# ریسندگی چرخانه‌ای
ریسندگی چرخانه‌ای کتابی از هوشمند بهزادان و ابوالقاسم طاهری عراقی است که در سال ۱۳۶۵ منتشر و در مراسم کتاب سال جمهوری اسلامی ایران به‌عنوان کتاب برگزیده معرفی شد.